# قرار مجلس الأمن التابع للأمم المتحدة رقم 1413
قرار مجلس الأمن التابع للأمم المتحدة رقم 1413، المتخذ بالإجماع في 23 أيار / مايو 2002، بعد إعادة تأكيد جميع القرارات المتعلقة بالحالة في أفغانستان، ولا سيما القرار 1386 (2001) والقرارين 1368 (2001) و1373 (2001) بشأن الإرهاب، مدد المجلس الإذن الممنوح لقوات المساعدة الدولية لمدة ستة أشهر إضافية بعد 20 يونيو 2002.
أقر مجلس الأمن بأن مسؤولية توفير الأمن والقانون والنظام في جميع أنحاء أفغانستان تقع على عاتق الأفغان أنفسهم. وأعرب عن تقديره لقيادة المملكة المتحدة للقوة الدولية وإسهامات العديد من الدول في القوة. من ناحية أخرى، أشار إلى عرض تركيا لتولي زمام قيادة قوة المساعدة الأمنية الدولية. كما قرر المجلس أن الحالة في أفغانستان تشكل تهديدا للسلم والأمن الدوليين وطالب القوة الدولية للمساعدة الأمنية بالوفاء بولايتها.
وبموجب الفصل السابع من ميثاق الأمم المتحدة، مدد المجلس ولاية القوة الدولية للمساعدة الأمنية في العاصمة كابول وحولها لمدة ستة أشهر أخرى حتى 20 كانون الأول / ديسمبر 2002، ولكي تستخدم جميع الدول المشاركة في القوة الدولية جميع التدابير اللازمة للوفاء بولايتها. ودُعيت الدول إلى توفير الأفراد والمعدات والموارد الأخرى للقوة الدولية وصندوق التبرعات الاستئماني.

## روابط خارجية
- نص القرار في undocs.org